# Бобровницкий, Владимир Степанович
Влади́мир Степа́нович Бобровни́цкий (бел. Уладзі́мір Сцяпа́навіч Бабраўні́цкі; 1905, Койданово, Минский уезд — 1969, Минск) — советский учёный, государственный деятель, кандидат наук (1936). Ректор Белорусского государственного университета в 1938 году. Был подвергнут репрессиям.

## Биография
Родился в 1905 году в крестьянской семье в Койданово Минского уезда (теперь Дзержинск Минского района). В 1923 году окончил семилетнюю школу, в 1929 году — сельскохозяйственную академию в Горках по специальности «инженер-лесозаготовщик», поступил в аспирантуру Гомельского лесотехнического института. Доцент с 1932 года. В августе 1934 года переехал в Минск, поступил в аспирантуру Академии наук БССР. У 1936 году защитил кандидатскую диссертацию.
С января 1938 года работал ректором БГУ. Арестован 12 июля 1938 года, на допросе признался в «шпионаже и вредительстве», но после отказался от своих слов. 10 марта 1940 года дело Бобровницкого было прекращено и его выпустили.
До войны работал доцентом кафедры органической химии БГУ. Во время эвакуации находился в Татарской АССР и Москве. С 1947 года снова работал в БГУ. Пытался защитить докторскую диссертацию, но не получил достаточных рекомендаций. В 1955 году был уволен в связи с сокращением.
Умер в 1969 году. Похоронен на Восточном кладбище Минска.